# 올림가단조
올림가단조(-短調)는 올림가(A♯) 음을 으뜸음으로 하는 단음계로 기본적으로 음계가 A♯, B♯, C♯, D♯, E♯, F♯, G♯로 되어있다.
자연단음계, 화성단음계, 가락단음계는 다음과 같다.
브라우저에서 소리 재생을 지원하지 않습니다. 오디오 파일을 다운로드할 수 있습니다.
브라우저에서 소리 재생을 지원하지 않습니다. 오디오 파일을 다운로드할 수 있습니다.
브라우저에서 소리 재생을 지원하지 않습니다. 오디오 파일을 다운로드할 수 있습니다.
요한 크리스티안 하인리히 링크 (Johann Christian Heinrich Rinck)의 프렐류드와 에튀드, 막스 레거의 Supplement to the Theory of Modulation 46~50쪽에서 사용되었다. 바흐의 전주곡과 푸가, BWV 848에서 올림다장조의 조표 사용 도중 일시적으로 사용되기도 했다.

## 음계의 화음 종류
- 으뜸화음 (Im) - A♯ 단화음
- 웃으뜸화음 (IIdim) - B♯ 감화음
- 가온화음 (III) - C♯ 장화음
- 버금딸림화음 (IVm)- D♯ 단화음
- 딸림화음 (Vm) - E♯ 단화음
- 버금가온화음 (VI) - F♯ 장화음
- 이끎화음 (VII) - G♯ 장화음

1. ↑  Pilhofer, Michael; Day, Holly (2011년 2월 25일). 《Music Theory For Dummies》. Wiley. 144쪽. ISBN 9781118054444.
2. ↑  Max Reger (1904). 《Supplement to the Theory of Modulation》. 번역 John Bernhoff. Leipzig: C. F. Kahnt Nachfolger. 46–50쪽.